# Virgínia Cierco Aparicio
Virgínia Cierco Aparicio (Barcelona, 1977) és una bibliotecària catalana, directora de la biblioteca pública Sant Pau-Santa Creu del barri del Raval de Barcelona, que acumula reconeixements per la seva tasca de cohesió social.
Cierco és diplomada en biblioteconomia i documentació per la Universitat de Barcelona. Ha realitzat el postgrau "mediació cultural per al foment de la lectura", impartit per aquesta universitat. Amb la creació de consorci de Biblioteques de Barcelona el 2001, inicia l'experiència professional en biblioteca pública passant per diversos equipaments de la ciutat.
El 26 de novembre de 2019 va rebre la Medalla d'Honor de Barcelona que entrega l'ajuntament de la ciutat. L'acte va comptar amb la presència de l'alcaldessa Ada Colau que va ser l'encarregada de donar-li personalment el premi per la seva tasca participativa en favor de la integració i la convivència de la comunitat del Bon Pastor. El març de 2023, va ser una de les personalitats homenatjades per l'Ajuntament de Barcelona en la campanya Ciutat de Dones.